# Gare de Crewe
La gare de Crewe est une gare ferroviaire à Crewe, en Angleterre. La gare est ouverte depuis 1837 (elle fut reconstruite en 1861) et est un des points d'arrêt majeurs de la West Coast Main Line.